# Park Hae-jin
Dans ce nom coréen, le nom de famille, Park, précède le nom personnel.
Park Hae-jin (en coréen : 박해진) est un acteur et mannequin sud-coréen né le 1er mai 1983 à Busan. Il est notamment connu pour ses drama coréen, Mon amour venu des étoiles et Bad Guys. Mais aussi pour sa participation permanente à Family Outing depuis l'épisode 54 en 2009 et 2010.

## Filmographie

### Séries télévisées
| Année(s)  | Saison de début | Série                      | Titre Original     | Nom du Rôle                             | Rôle       | Chaîne    |
| --------- | --------------- | -------------------------- | ------------------ | --------------------------------------- | ---------- | --------- |
| 2006      | Printemps       | Famous Princesses          | 소문난 칠공주      | Yeon Ha Nam                             | Secondaire | KBS 2     |
| 2006      | Printemps       | Exhibition of Fireworks    | 불꽃놀이           |                                         | Secondaire | MBC       |
| 2007      | Hiver           | By Land and Sky            | 하늘만큼 땅만큼    | Jung Moo Young                          | Principal  | KBS 1     |
| 2008      | Été             | East of Eden               | 에덴의 동쪽        | Sin Myeong Hun                          | Principal  | MBC       |
| 2009      | Automne         | Hot Blood                  | 열혈장사꾼         | Ha Ryu                                  | Principal  | KBS 2     |
| 2012-2013 | Été             | My Daughter Seo Young      | 내 딸 서영이       | Lee Sang Wu                             | Secondaire | KBS 2     |
| 2013      | Automne         | Mon amour venu des étoiles | 별에서 온 그대     | Lee Hwi Gyeong                          | Principal  | SBS       |
| 2014      | Printemps       | Doctor Stranger            | 닥터 이방인        | Han Jae Jun                             | Principal  | SBS       |
| 2014      | Été             | Love's Relativity          | 恋爱相对论         | Li Ang                                  | Principal  | Yunnan TV |
| 2014      | Automne         | Bad Guys                   | 나쁜 녀석들        | Lee Jeong Mun                           | Principal  | OCN       |
| 2016      | Hiver           | Cheese in the Trap         | 치즈 인 더 트랩    | Yu Jeong                                | Principal  | tVN       |
| 2016      | Hiver           | Far Away Love              | 遠得要命的愛情     | Shen An                                 | Principal  | GDTV      |
| 2016-2017 | Automne         | Seven First Kisses         | 첫 키스만 일곱번째 | Park Hae Jin (ep 2, 3)                  | Caméo      | Naver TV  |
| 2017      | Printemps       | Man to Man                 | 맨투맨             | Kim Seol Wu                             | Principal  | JTBC      |
| 2019      | Été             | Four Men                   | 사자               | Gang Il Hun / Chen / Dong Jin / Michael | Principal  | TV Chosun |

- 2014 : Dakteo Yibangin (série télévisée)
- 2016 : Cheot Kiseuman Ilgopbeonjjae (série télévisée)
- 2016 : Men Friends (série télévisée)
- 2018 : Busted !I Know Who You Are ! (série télévisée)
- 2018 : Sa-ja (série télévisée)